# Tokajense flórajárás
A Tokajense flórajárás az Északi-középhegységet felölelő  Matricum flóravidék legkeletibb, hazánk határain túlnyúló flórajárása. A tágabb értelemben vett Tokaj-Zempléni hegyvidék tartozik ide, tehát Magyarországon a Zempléni-hegység és a tokaji Nagy-hegy. A Felvidéken az Északkeleti-Kárpátokkal határos.

## Földtan, természetföldrajz, növényföldrajzi felosztása
A Zempléni-hegység hazánk vulkáni eredetű hegyvidékei közé tartozik: hegyei miocén korú andezitből, riolitból és azok piroklasztikumaiból állnak. A hegyek közötti laposokat (amelyek közül a legnagyobb a Hegyköz) zömmel ezek lepusztulásából származó, fiatal üledékek töltik föl. A hegység legmagasabb csúcsa (és egyben legészakibb, hazánk területére eső pontja) a Szlovákia határán emelkedő Nagy-Milic (itt van az országos kék túra végpontja). A Nagy-Milic tömbje, tehát a hegységnek a Kemence-patak völgyétől északra eső része már a kárpáti flóratartomány Eucarpaticum flóravidékéhez tartozik. Jellegzetes növénytársulása a kárpáti bükkös (Dentario glandulosae-Fagetum) olyan növényekkel, mint:
- ikrás fogasír (Dentaria glandulosa),
- nagylevelű koronafürt (Coronilla elegans),
- ernyős körtike (Chimaphila umbellata),
- egyvirágú körtike (Moneses uniflora),
- korpafűfélék stb.

Ettől délnyugatra, Telkibánya környékén volt hazánk egyik legjelentősebb ezüstbányája. Kisebb nemesfém-ércesedéseket a hegység több más pontján is feltártak. Az ércesedések szóródási udvarain kialakult talajokban gyakorta a hazánk egyéb tájegységein szokásos értékeknél 1-2 nagyságrenddel is több az arzén és az antimon koncentrációja.
A hegység délkeletnek, a Bodrog felé néző letörése a Tokaj-hegyaljai borvidék, amit a pleisztocén korú folyóvízi üledékekből és löszből álló Szerencsi-dombsággal összevonva, Hegyalja néven gyakorta önálló tájegységnek írnak le. A kordonos szőlőművelés térhódításával a szőlőket fokozatosan leköltöztették a vulkáni eredetű kőzetekből álló hegyekről a hegylábi törmelékkúpra, azaz a borvidék a Tokajense flórajárásból az Eupannonicum flóravidék Samicum flórajárásába tolódott át.

## Növénytársulásai és növényzete
A hegység növényzete az alföldi és a kárpáti közötti, átmeneti jellegű. Északon, a két flóratartomány határán montán bükkösöket találunk ikrás fogasírrel (Dentaria glandulosa). Az erősen savanyú talajú (főleg északi) lejtőkön mészkerülő erdők (tölgyesek, bükkösök nőnek. Aljnövényzetükben megjelenik:
- a fekete és a vörös áfonya (Vaccinium myrtillus, Vaccinium vitis-idaea),
- a közönséges laposkorpafű (Diphasium complanatum),
- a részeg korpafű (Huperzia selago),
- a csarab (Calluna vulgaris) és
- több magashegységi mohafaj.

Hasonló helyzetben találjuk a nyíres fenyéreket. Ezekben nő:
- havasi ribiszke (Ribes alpinum),
- havasalji rózsa (Rosa pendulina),
- fekete lonc (Lonicera nigra), aminek Magyarországon ez az egyetlen termőhelye.

A patakok völgyeiben égerligetek nőnek; bennük
- erdei zsurló (Equisetum sylvaticum),
- struccpáfrány (Matteuccia struthiopteris).

A hegység középső és déli területein, valamint a Szerencsi-dombságon gyakoriak a száraz gyepek, számos szárazságtűrő (xeroterm) pusztai fajjal: 
- tátorján (Crambe tataria),
- hosszúlevelű árvalányhaj (Stipa tirsa),
- gyapjas őszirózsa (Aster cinereus),
- gyapjas csüdfű (Astragalus dasyanthus),
- törpe mandula (Amygdalus nana).